# Daniele Vargas
Pour les articles homonymes, voir Vargas.
Daniele Vargas, nom de scène de Daniele Pitani, né à Bologne le 20 avril 1922 et mort à Rome le 26 avril 1981, est un acteur italien.

## Biographie
Né à Bologne, Daniele Vargas a fréquenté l'école secondaire avec Pier Paolo Pasolini. Il s'inscrit à la faculté de médecine de l'Université de Bologne,. Après avoir obtenu son diplôme en 1957, il s'installe à Rome pour suivre sa passion pour le cinéma.
À la fin des années 1950, il commence à apparaître pour des petits rôles dans des péplums et devient un acteur spécialisée dans les rôles de méchants et parfois de genre en langue espagnole.

## Filmographie partielle
- 1959 : Hercule et la Reine de Lydie
- 1959 : Caltiki, le monstre immortel
- 1959 : La Bataille de Marathon
- 1959 : Non perdiamo la testa de Mario Mattoli
- 1960 : Toryok, la furie des barbares
- 1961 : Une vie difficile
- 1961 : Le Voleur de Bagdad
- 1962 : La Marche sur Rome
- 1962 : Sodome et Gomorrhe
- 1963 : Le Succès (Il successo) de Dino Risi et Mauro Morassi
- 1963 : L'Invincible Cavalier noir (L'invincibile cavaliere mascherato)
- 1963 : La Vie ardente (La calda vita) de Florestano Vancini
- 1964 : Le Brigand de la steppe
- 1965 : Goliath à la conquête de Bagdad
- 1965 : La Vengeance de Spartacus
- 1966 : Des fleurs pour un espion (Le spie amano i fiori) d'Umberto Lenzi
- 1966 : Très honorable correspondant
- 1966 : Les Saisons de notre amour
- 1967 : Wanted
- 1967 : Un homme, un cheval et un pistolet (Un uomo, un cavallo, una pistola) de Luigi Vanzi
- 1967 : Quatre malfrats pour un casse
- 1968 : Histoires extraordinaires
- 1968 : Le Retour de Django
- 1968 : Typhon sur Hambourg (Con la muerte a la espalda) de Alfonso Balcázar.
- 1969 : Une corde, un colt…
- 1969 : Le Pont sur l'Elbe
- 1969 : Zorro au service de la reine (Zorro alla corte d'Inghilterra) de Franco Montemurro : Sir Basil Ruthford
- 1969 : Zorro, marquis de Navarre (Zorro marchese di Navarra) de Franco Montemurro : Colonel Brizard
- 1971 : Notre héros retrouvera-t-il le plus gros diamant du monde ? (Riuscirà il nostro eroe a ritrovare il più grande diamante del mondo ?) de Guido Malatesta
- 1974 : La Révolte des gladiatrices (The Arena), de Steve Carver : Timarchus
- 1974 : Le Voyage
- 1975 : Chats rouges dans un labyrinthe de verre (Gatti rossi in un labirinto di vetro) d'Umberto Lenzi
- 1978 : Où es-tu allé en vacances ?
- 1978 : Avoir vingt ans (Avere vent'anni) de Fernando Di Leo
- 1979 : Sans peur et sans culotte (El periscopio) de José Ramón Larraz
- 1980 : Le Coucou (Il lupo e l'agnello) de Francesco Massaro
- 1980 : Le Coq du village (Fico d'India) de Steno
- 1981 : Spaghetti a mezzanotte de Sergio Martino